# هیزم‌دره
'هیزم درهHizom Darreh'، روستایی از توابع بخش لواسانات شهرستان شمیرانات در استان تهران ایران است. دره‌ای واقع در غرب روستای واصفجان و در پایین قلۀ سنگ‌کوه. 
این دره در جهت شمال شرقی به جنوب غربی امتداد دارد و شیب آن به سمت روستای جوزک است. هیزم‌دره از شمال و شمال شرقی به قسمت پایینی قلۀ سنگ‌نو، و از جنوب و جنوب غربی به روستای جوزک منتهی می‌شود. 
طول مسیر دره حدود ۲۰۰‘۱ متر، و اختلاف ارتفاع میان دو نقطۀ آغازین و پایانی آن حدود ۲۰۰ متر است. هیزم‌دره، دره‌ای کوچک، و فاقد آب دائمی و رودخانه است. با گسترش شهرنشینی و جاده‌کشی بخشی از این دره ویران شده است. راه‌پیمایی و پیمایش در این دره چندان صورت نمی‌گیرد و بیشتر، اهالی منطقه از آن استفاده می‌کنند. آب حاصل از ذوب شدن برفهای قلۀ سنگ‌کوه و دیگر قله‌های منطقه از راه این دره به روستای جوزک می‌رسد.

## جمعیت
این روستا در دهستان لواسان بزرگ قرار دارد و براساس سرشماری مرکز آمار ایران در سال 1395، جمعیت آن 152 نفر (37خانوار) بوده‌است.